# Oberkatzbach (Guteneck)
Oberkatzbach ist ein Ortsteil der Gemeinde Guteneck im Oberpfälzer Landkreis Schwandorf in Bayern.

## Geographische Lage
Oberkatzbach liegt am Katzbach, der etwa 6 km nördlich in der Nähe des 622 m hohen Katzsteins in der Gemarkung Gleiritsch entspringt und ungefähr 5 km weiter südlich bei Willhof in die Schwarzach mündet. Der Katzbach trennt die beiden Ortsteile von Oberkatzbach.

## Geschichte
Zum Stichtag 23. März 1913 (Osterfest) war Oberkatzbach Teil der Pfarrei Weidenthal und hatte 13 Häuser und 85 Einwohner.
Am 31. Dezember 1990 hatte Oberkatzbach 54 Einwohner und gehörte zur Pfarrei Weidenthal.

## Kultur und Sehenswürdigkeiten
Vom in östlicher Richtung 3 km entfernten Enzelsberg kommt der Fränkische Jakobsweg, der mit einer weißen Muschel auf hellblauem Grund markiert ist. Nächste Station am Fränkischen Jakobsweg ist das 2 km westlich von Oberkatzbach liegende Guteneck.